# Onthophagus wangi
Onthophagus wangi es una especie de insecto del género Onthophagus, familia Scarabaeidae, orden Coleoptera.
Fue descrita científicamente por Masumoto, Chen & Ochi en 2004.